# تغريبة القافر
تغريبة القافر رواية للكاتب العماني زهران القاسمي صدرت عام 2022م، وحصل بها القاسمي على الجائزة العالمية للرواية العربية 2023. تركز الرواية على تراث القرية العمانية باستخدام القالب السيري ونهج الحكايات الشعبية, تروي الرواية قصة القرية وعلاقتها بالماء والقافر، حيث يصور الكاتب الحياة الاجتماعية والتقاليد الشعبية في القرية من خلال حكّاء شعبي. يعرض السرد المعتقدات الأسطورية والخرافات والمشاكل الأخلاقية التي يعاني منها أهل القرية.

## أحداث الرواية
تدور أحداث الرواية في إحدى القرى العُمانية، وتحكي قصة سالم بن عبدالله، مقتفي أثر الماء الذي تستعين به القرى في بحثها عن منابع المياه الجوفية. تركز الرواية على علاقة القافر بالماء، حيث يصور الكاتب لغة الماء وارتباط القافر العاطفي به منذ ولادته. كانت حياة القافر مرتبطة بالماء؛ فقد توفيت والدته غرقًا، وطُمر والده تحت سقف أحد الأفلاج المنهار، ليجد نفسه في النهاية سجينًا في قناة أحد الأفلاج، يقاوم للبقاء على قيد الحياة. في هذه الرواية، القافر والماء يعيشان في حالة بحث مستمر عن بعضهما البعض، ليكون كل منهما مرآة للآخر في رحلة متشابكة من الحياة والموت. تجسد الرواية هذه العلاقة بشكل يشمل البُعد الإيكولوجي والثقافي، حيث يتم تداخل الماء مع الهوية والمصير، ويعكس الماء في هذه القصة ليس فقط العنصر الطبيعي، بل أيضًا رمزًا للوجود والمعاناة والأمل.

## الشخصيات
- سالم بن عبد الله القافر: بطل الرواية، وهو "ساقي المياه" في القرية، حيث يقوم بتوجيه المياه إلى المزارع، وله علاقة خاصة وقدسية تجاه الماء.[4] يعيش بين عالمين، عالم البشر وعالم الأساطير، مما يجعله رمزاً للأسرار والطبيعة.[5]
- زوجة سالم: تمثل الشخصية الداعمة له، لكنها أيضًا تواجه تحديات عديدة بسبب حياة سالم وصراعه بين واجبه تجاه الماء وعلاقاته الإنسانية.
- شخصيات القرية: يظهر في الرواية مجموعة من أهل القرية الذين يتأثرون بشخصية سالم ويتفاعلون معه بطرق مختلفة، ما يعكس مشاعر الحب والخوف والاحترام تجاهه وتجاه دوره المهم.
- الشيخ: يمثل سلطة القرية، ويعكس القوة التي تتحكم في حياة الناس والتي تلعب دوراً في تشكيل مصير سالم ومجتمعه.
- الأشخاص المرتبطون بالأساطير: بعض الشخصيات تأتي من عالم الأسطورة والفلكلور، ما يضيف للجو العام للرواية إحساسًا بالقدسية والغموض.

## الأسلوب
استخدم الكاتب زهران القاسمي في هاته الرواية مفردات مرتبطة بلغة السينما. فينتج عن ذلك انتقال النص الروائي نحو النص السردي السينمائي. مما يعطي المتلقي فرصة للدخول إلى عالم بصري يعتمد على فكرة تصوير المشهد وتوجيهه. كما اعتمدت هذه الرواية بتوظيف الثقافة الشعبية العمانية، باعتبارها الأساس الذي ترتكز عليه هوية الفرد، لما تشمل من موروثات من عادات وتقاليد ومعتقدات شعبية.

## الجوائز
حصلت الرواية على الجائزة العالمية للرواية العربية 2023. وذكرت لجنة التحكيم بأنها اختارت الرواية للفوز «لكونها اهتمت بموضوع جديد في الكتابة الروائية الحديثة وهو موضوع الماء في علاقته بالبيئة الطبيعية وبحياة الإنسان في المناطق الصعبة».

## الترجمات
- صدرت ثلاث طبعات للترجمة اليابانية.[9]

| لغة الترجمة     | العنوان      | المترجم                     | تاريخ نشر الترجمة | الناشر   | م.     |
| --------------- | ------------ | --------------------------- | ----------------- | -------- | ------ |
| اللغة اليابانية | 水脈を聴く男 | ميسرة عفيفي كارورو ياماموتو | 2025              | كانكانبو | [ 10 ] |